# Resident Evil (série de televisão)
Resident Evil (bra: Resident Evil: A Série) é uma série de televisão norte-americana de terror e ação desenvolvida por Andrew Dabb para a Netflix. Baseada na franquia de mesmo nome da Capcom, embora o enredo diverge bastante do material de origem, a produção estreou em 14 de julho de 2022.
O elenco principal foi estrelado por Lance Reddick, Ella Balinska, Adeline Rudolph, Tamara Smart, Siena Agudong e Paola Núñez. Por sua vez, o enredo apresenta duas linhas do tempo distintas, as quais contam as histórias das irmãs Billie e Jade Wesker.
Resident Evil estreou com um índice regular de audiência, mas o desempenho caiu significativamente nas duas semanas seguintes, a ponto de sair do ranking das 10 séries mais vistas da plataforma. Também não foi bem recebida pela crítica especializada e audiência. Por causa desses fatores, foi cancelada em agosto de 2022.

## Produção

### Desenvolvimento
Em janeiro de 2019, foi anunciado que a Netflix estava desenvolvendo uma série baseada na franquia Resident Evil, mas nenhuma informação foi fornecida até agosto de 2020, quando revelou-se que a série teria oito episódios de aproximadamente uma hora. Na mesma ocasião, Andrew Dabb foi confirmado como escritor, produtor executivo e showrunner.
A produção foi originalmente programada para ocorrer entre os meses de junho e outubro de 2020, a cargo da Moonlighting Films, que trabalhou anteriormente em The Final Chapter. No entanto, devido à pandemia de COVID-19, os planos foram postergados pelo resto do ano. Ao longo de 2020, a série passou por uma reformulação, com a promoção de Jeffrey Howard como co-produtor executivo no lugar de Dabb, que estava ocupado supervisionando Grendel. Em 26 de agosto de 2022, a Netflix cancelou a série após uma temporada.

### Filmagem
A fotografia principal ocorreu de fevereiro a julho de 2021, com as cenas internas filmadas em um estúdio da Cape Town Film, enquanto edifícios locais em ruínas foram usados como locação. A produção foi dividida em quatro blocos e os diretores Bronwen Hughes, Rob Seidenglanz, Batán Silva e Rachel Goldberg foram responsáveis por dois episódios cada. Durante o terceiro bloco, as cenas foram filmadas a bordo do Sarah Baartman e S. A. Agulhas, com o auxílio da Frog Squad, empresa especializada em filmagens subaquáticas.

## Sinopse
O enredo segue as histórias das irmãs Billie e Jade Wesker em duas linhas do tempo diferentes. Na primeira, ambientada em 2022, as irmãs começam a desconfiar da Umbrella Corporation, empresa na qual o pai delas, Albert Wesker, trabalha. Já a segunda, em 2036, mostra Jade tentando sobreviver em um mundo pós-apocalítico.

## Elenco
- Lance Reddick como Albert Wesker[19]
- Ella Balinska como Jade Wesker[19]
- Adeline Rudolph como Billie Wesker (jovem)[20]
- Tamara Smart como Jade Wesker (jovem)[20]
- Paola Nuñez como Evelyn Marcus[20]
- Turlough Convery como Richard Baxter[19]
- Connor Gosatti as Simon Marcus[19]
- Ahad Raza Mir como Arjun Batra[21]
- Pedro de Tavira Egurrola como Angel Rubio[22]

## Recepção

### Recepção crítica
O site agregador de críticas Rotten Tomatoes relatou um índice de aprovação de 52% com uma classificação média de 5,8/10, com base em 52 críticas. O consenso dos críticos do site diz: "Embora Resident Evil chegue mais perto do que as adaptações anteriores de honrar a tradição labiríntica dos amados videogames, essa série de zumbis ainda pode usar mais cérebros". No Metacritic, a série tem uma pontuação de 53 em 100, com base em 17 análises, indicando "críticas mistas ou médias". A reação do público e dos fãs ao show foi extremamente negativa.

### Visualização do público-alvo
De acordo com a Samba TV, 988 mil famílias americanas assistiram à estreia da série durante seus primeiros 4 dias de streaming na Netflix. A estreia da série superou a maioria dos espectadores negros e hispânicos em +29% e +27%, respectivamente. De acordo com a Forbes, a série estreou como número dois, depois subiu para o primeiro lugar em poucos dias, destronando Stranger Things (4ª temporada). A série continua a ser popular, pois ocupa o primeiro lugar como o programa mais transmitido na Netflix, o Top 10 em mais de 92 países, detém o segundo lugar no Top 10 global da Netflix durante seus primeiros 4 dias.